# Genetta piscivora
La jineta acuática o jineta piscívora (Genetta piscivora) es una especie mamífero carnívoro de la familia Viverridae que habita al noreste de la República Democrática del Congo. Anteriormente la especie fue ubicada en su propio género, Osbornictis. Sin embargo, posteriormente se clasificó dentro del género Genetta.

## Distribución y hábitat
Esta jineta habita la selva ecuatorial del centro de África. Su rango se extiende desde la ribera oriental al norte del río Congo, hasta un rift que de extiende de este a noreste del Congo. Los reportes de la especie en Uganda y Burundi no son cofirmados.
Habita la densa selva ecuatorial, principalmente a lo largo de corrientes de agua a elevaciones entre 460 metros y 1500 metros.

## Características
Miden entre 785 y 910 de los cuales la cola mide 340 mm; pesan alrededor de 1500 g. A diferencia de las otras jinetas que poseen bastantes manchas y la cola anillada. Esta especie tiene un pelaje liso de color similar al óxido y la cola negra, con manchas blancas detrás de los ojos.
Se cree que los peces constituyen la mayor parte de su alimento, como lo indica el contenido alimentario hallado en su estómago. Algunos especímenes se han hallado cerca a corrientes de agua y ríos pequeños. Las plantas desnudas de la jineta acuática puede ser una adaptación para facilitar la ubicación y captura de presas escurridizas.